# 短體蘆鯛
短體蘆鯛為輻鰭魚綱鱸形目鱸亞目鯛科的其中一種，分布於東太平洋區，從美國加州至秘魯海域，棲息深度3-80公尺，體長可達61公分，棲息在沿海沙底質海域，幼魚出現在海灣或礁石區，屬肉食性，以底棲性無脊椎動物為食，可做為食用魚。